# 琉球チムドン楽団
琉球チムドン楽団（りゅうきゅうちむどんがくだん、★RYUKYU CHIMDON GAKUDAN(OKINAWAN POP & CHINDON)★）は、沖縄県出身の音楽バンドである。

## メンバー
- ボブジー（ぼぶじー） - 唄、Eギター、Aギター、キーボード、ちんどん太鼓
- ヨーダ（よーだ） - サックス、リコーダー、フルート
- 綾織（あやの） - 琉球古典舞踊
- ひでき！感激！（ひでき かんげき） - ウッドベース、Eベース、チューバ

## 元メンバー
- 舞凛（まりん） - 唄、三線、アコーディオン、舞
- じゅん（じゅん） - ドラムス、コーラス
- キャサリン賀寿丸（きゃさりん がじゅまる） - 唄、三線
- KOZUE（こずえ） - 唄、舞
- ゆき乃（ゆきの） - キーボード
- かなっぺ - キーボード
- マギー儀間（まぎーぎま） - ちんどん太鼓、唄（2006年6月に名誉会長就任）
- 山原るん（やんばるん） - チューバ
- みゅうみゅう（みゅうみゅう） - ベース
- スネイク滑川（すねいくなめかわ） - ドラムス
- ベルさぁちぃ（べるさぁちぃ） - 唄、三線、舞、三板
- 龍之介（りゅうのすけ） - ドラムス
- ゼーナ姫（ぜーなひめ） - 唄、三線、舞
- ヒチャーノ（ひちゃーの） - 唄、舞、ダンス

## 来歴
2002年に、幼馴染である藤木勇人とボブ石原が中心となり、「沖縄県復帰30周年記念〜特別二人芝居〜」をきっかけとして琉球チムドン楽団構想が生まれる。その後、2003年4月結成した。結成当初は8人編成だった。
2003年8月に全国インディーズデビューした。琉装と和装、アジアンチックな装いを取り入れた衣装を身にまとい、練り歩きなどのパフォーマンスも行った。ステージ上では幻想的な曲や舞、バラード、現代を痛烈に風刺したコントやミニ芝居などを披露した。2006年6月からの1年間、家電量販店コジマのイメージキャラクターに抜擢され、全国CMデビューを果たした。2006年5月にはポニーキャニオンからメジャーデビューし、同月にHEY!HEY!HEY! MUSIC CHAMPにも出演した。2007年9月には中国での公演ツアー（広州・重慶・北京）を行い、2008年9月27日に5年半の活動期間をもって第1次期活動(シーズン1)を休止した。
その後、2012年4月5日に元メンバー3人に新メンバー3人を加えた「新生：琉球チムドン楽団」にて活動を再開した。復活ライブとして同月に「Live Tour in 東京/ニューヨーク/ワシントンDC.」を行う。2013年6月19日に海外仕様4thCDミニアルバム「Asian Beat」を全国リリースし、2015年6月23日には沖縄限定で5thCDアルバム「月下美人さぁ！」を発表。このCDアルバムの代表曲「旅立ちの詩」は4曲目のカラオケ挿入曲となる。
主に海外を中心に活躍したが、コロナ禍を機に2020年にシーズン2を終了。
2021年、新たにボーカル2名を加えシーズン3がスタート。琉チム史上最高の完成度と評されるその圧倒的なパフォーマンスで再度世界へチャレンジ！を目標に活動する「21年ライブツアー大津、22年配信ライブfor北京。
2023年、4年ぶりの全国ライブツアーで国内本格始動。福岡・東京で大絶賛を受ける。因みに5月27日のライブin東京のスペシャルゲストはピンクレディ 未唯mie、アレンジャーの清水信之。」が、2023年11月にシーズン3を終了。

## ディスコグラフィー

### シングル
- 流れ星（2004年7月21日）CD&DVD・・・インディーズ
- It's a Happy "YASUI" World!（2006年6月10日）DVD・・・コジマエージェンシー
- パラダイス/旅立ちの詩（2006年11月22日）CD-R・・・インディーズ

### アルバム
- サイ祭サイ（2003年8月5日）1stCDアルバム・・・3rd Wave
- 琉球ロマン紀行（2006年5月17日）2ndCDアルバム・・・ポニーキャニオン
- 心もよう夢もよう（2007年7月15日）3rdCDアルバム・・・インディーズ
- Asian Beat（2013年6月19日）4thCDミニアルバム・・・3rd Wave
- 月下美人さぁ！ （2015年6月23日）5thCDアルバム・・・インディーズ

### コンピレーションアルバム
- 美ら歌よ3（2004年8月25日）
- 泡盛CMソング集‘THE泡盛’（2005年12月）
- 癒歌（2006年10月25日）